# Броницын, Андрей Юрьевич
Андрей Юрьевич Броницын (20 декабря 1972, Чебоксары) — российский политический и государственный деятель. Член фракции ЛДПР в Государственной думе IV созыва. Экс-глава города Шумерля (2010—2011).

## Карьера
Окончил машиностроительный факультет Чувашского госуниверситета.
С 1998 по 2008 год руководил Чувашским республиканским отделением ЛДПР. Был помощником депутата Государственной думы.
В 1999 году баллотировался в Государственную думу III созыва от ЛДПР, но федеральный список был аннулирован ЦИКом.
В 2002 году стал председателем Комитета Государственного Совета Чувашской Республики по вопросам местного самоуправления и был избран депутатом Чебоксарского городского Собрания депутатов.
В 2003 году стал депутатом Государственной думы. Работал в комитете думы по вопросам местного самоуправления. В тот же год Броницын получил второе высшее образование, получив диплом Волго-Вятской академии государственной службы по специальности государственного и муниципального управления. В Думу следующего созыва не попал.
В 2010 году избран главой города Шумерля. Был вынужден покинуть пост из-за коррупционного скандала в 2011 году. В 2015 году выдвигался чувашским отделением партии «Гражданская инициатива» на выборах главы Чувашии. Летом 2016 года был осуждён (ч. 1 ст. 286 УК РФ) и по совокупности преступлений приговорён решением Шумерлинского районного суда к трём годам лишения свободы условно с испытательным сроком. В соответствии с актом об амнистии в связи с 70-летием Победы в Великой Отечественной войне был освобождён от назначенного наказания, но обязан выплатить штраф в размере более полутора миллионов рублей.